# Bidarakere, Tiptur
Bidarakere là một làng thuộc tehsil Tiptur, huyện Tumkur, bang Karnataka, Ấn Độ.